# 주성민 (배우)
주성민(1983년 6월 29일 ~ )은 대한민국의 배우이다.

## 학력
- 서울예술대학 방송연예과

## 드라마
- 2008년 SBS드라마스페셜《온에어》
- 2008년 SBS월화드라마 《타짜》
- 2008년 SBS특별기획 《가문의 영광》
- 2010년 SBS드라마스페셜 《산부인과》
- 2012년 SBS드라마스페셜《부탁해요 캡틴》- 허재수 역